# Вербки (роз'їзд)
Вербки — залізничний роз'їзд Полтавської дирекції Південної залізниці на нелектрифікованій Ромодан — Кременчук між станцією Глобине (11 км) та зупинним пунктом Платформою 235 км (3 км).  Розташований на відстані 3 км від села Вербки Кременчуцького району Полтавської області. Поруч з роз'їздом пролягає автошлях обласного значення С172120.

## Історія
Роз'їзд Вербки відкритий 1914 року на вже існуючій лінії Ромодан — Кременчук завдожки 200 верст.

## Пасажирське сполучення
На роз'їзді Вербки зупиняються приміські поїзди сполученням Кременчук — Ромодан / Гадяч.

## Послуги
- Зал чекання.
- Оголошення про прибуття та відправлення поїздів.
- Продаж квитків на приміські поїзди.